# Cerberoides
Cerberoides är ett släkte av kräftdjur. Cerberoides ingår i familjen Oniscidae.
Kladogram enligt Catalogue of Life:
| Cerberoides | \| \| Cerberoides bicornis \| \| \| \| \| \| Cerberoides brevicauda \| \| \| \| \| \| Cerberoides pilosus \| \| \| \| |
|             | \| \| Cerberoides bicornis \| \| \| \| \| \| Cerberoides brevicauda \| \| \| \| \| \| Cerberoides pilosus \| \| \| \| |
|             | Diacara |
|             | |
|             | Exalloniscus |
|             | |
|             | Hanoniscus |
|             | |
|             | Hiatoniscus |
|             | |
|             | Hora |
|             | |
|             | Krantzia |
|             | |
|             | Oniscus |
|             | |
|             | Oroniscus |
|             | |
|             | Sardoniscus |
|             | |
|             | Tasmanoniscus |
|             | |
|             | Cerberoides bicornis                                                                                                  |
|             | |
|             | Cerberoides brevicauda                                                                                                |
|             | |
|             | Cerberoides pilosus                                                                                                   |
|             | |

|  | Cerberoides bicornis   |
|  |                        |
|  | Cerberoides brevicauda |
|  |                        |
|  | Cerberoides pilosus    |
|  |                        |